# NGC 1315
NGC 1315 é uma galáxia espiral barrada (SB0-a) localizada na direcção da constelação de Eridanus. Possui uma declinação de -21° 22' 29" e uma ascensão recta de 3 horas, 23 minutos e 06,5 segundos.
A galáxia NGC 1315 foi descoberta em 13 de Novembro de 1835 por John Herschel.